# 金炳傑
金 炳傑（キム・ビョンゴル、朝鮮語: 김병걸、1924年または1925年1月15日 - 2000年10月26日）は、大韓民国の写実主義の文学評論家、進歩的知識人、民主化活動家、元教員、教授。
金 炳桀（読み、ハングル同）とも表記される。

## 経歴
日本統治時代の咸鏡南道利原郡出身。1943年に目白商業学校（現・目白研心中学校・高等学校）卒。1946年に単身越南し、1949年より金浦農業高等学校（現・金浦科学技術高等学校）の英語教員など首都圏の様々な高校で教員を務めた。朝鮮戦争の最中に義勇軍に連行されたことがある。1962年に『現代文学』に『エゴへの帰還』を発表し、文学評論家として本格的に登壇した。1963年より京畿工業高等専門学校（現・ソウル科学技術大学校）の教授を務めたが、1974年には維新体制に反対する民主回復国民宣言に文人として署名したことにより解職された。1979年のYMCA偽装結婚式事件では西氷庫の保安司令部に連行されて拷問を受けた。1984年には京畿工業開放大学（現・ソウル科学技術大学校）から復職の要請があったが、これを拒否し民主統一民衆運動連合の創設に参加した。1987年に民統連が主催した4・19墓地の民衆集会に参加して集会示威法違反により、西大門拘置所に3ヶ月間拘束された。他には自由実践文人協議会（改編後・民族文学作家会議）と解職教授協議会の結成に参加し、自由実践文人協議会代表、民主回復国民会議中央運営委員、民族文学作家会議顧問、ソウル民統連議長、韓国指導者育成奨学財団理事長などを務めた。
2000年10月26日にソウル市内の病院で持病により死去。享年75。